# 陶塘乡
陶塘乡，是中华人民共和国江西省吉安市永丰县下辖的一个乡镇级行政单位。

## 行政区划
陶塘乡下辖以下地区：
园内村、元南村、金溪村、谢坊村、邱坊村、洲上村、中洲村、石仓村和娄元村。